# Chi Lan cau diệp
Spathoglottis là một chi thực vật có hoa trong họ Lan.